# Waleria Tarnowska
Waleria Tarnowska, née Stroynowska le 9 décembre 1782 à Horokhiv et morte le 23 novembre 1849 à Dzików, est une artiste peintre miniaturiste polonaise.

## Biographie
La comtesse Waleria Tarnowska appartient par son père, Walerian Stroynowski, à cette aristocratie polonaise qui possède d’importantes propriétés en Russie. En 1799, elle épouse Jan Feliks Tarnowski, héritier d’une des grandes familles de la noblesse polonaise. Elle partage d’ailleurs son temps entre le château de son mari, près de Tarnobrzeg, en Galicie sous domination autrichienne, et sa propriété en Volhynie, dans l’empire russe (actuelle Ukraine]). Elle fit surtout des miniatures. Elle étudia quelque temps à Paris.

## Œuvres

### Portraits de personnages historiques
- Portrait de Anna Bystry née Rakowskich, vers 1805.
- Portrait de Joanna Grudzińska, épouse du grand-duc Constantin Pavlovitch de Russie.
- Le roi Étienne Báthory.
- Napoléon Ier, premier consul, 1804, d'après le portrait par Jean-Baptiste Isabey, à l'intérieur du médaillon se trouve une boucle de cheveux de Napoléon, cadeau de la mère de Napoléon.
- Joséphine de Beauharnais.
- Zofia Zamoyska née Czartoryska, 1803, épouse de Stanisław Kostka Zamoyski, musée national de Varsovie.
- Izabela Czartoryska née Fleming.
- Antonina Anna Krasińska, grand-mère de Zygmunt Krasiński.
- Józefa Czarnecka.
- Stanisław Żółkiewski, portrait du hetman.
- Konstanty Iwanowicz ks. Ostrogski, portrait du beau-père de Zofia, fille du hetman Jan Tarnowski.
- Portrait de Jan Tarnowski, portrait du hetman.

### Tableaux religieux
- Madone au voile blanc.
- Madone dans une écharpe bleue.
- Saint Bernard.
- Christ (Salvator Mundi), copie du tableau de Guido Reni.
- Le Dessin du Prophète.
- Magdalène pénitente, avec crâne et parchemin.
- Marie Magdalène, avec livre et vase pour le baume.
- La pureté de Joseph, copie du tableau de Carlo Cagnacci.

### Portraits de famille
- Aleksandra Stroynowska née Tarnowska, la mère de l'artiste.
- Jan Bohdan Tarnowski, le fils de l'artiste, enfant.
- Père Julian Antonowicz, le mari et son ami.
- Marianna Scipio del Campo née Tarnowskich.
- Rozalia Tarnowska, 1803-1804, la fille de l'artiste.
- Portrait de Jan Feliks Tarnowski, de quelques miniatures avec le portrait du mari.
- Portrait de Waleryan Stroynowski, portrait du père de l'artiste.

### Autres tableaux et dessins
- Le portrait de Kryglerowa dans une tenue espagnole[réf. nécessaire].
- Le projet du monument, monument couronné d'un casque, 1824, musée national de Varsovie.
- Le portrait de la femme avec le livre, copie du tableau[réf. nécessaire].
- Psyché et Cupidon[réf. nécessaire].

## Galerie

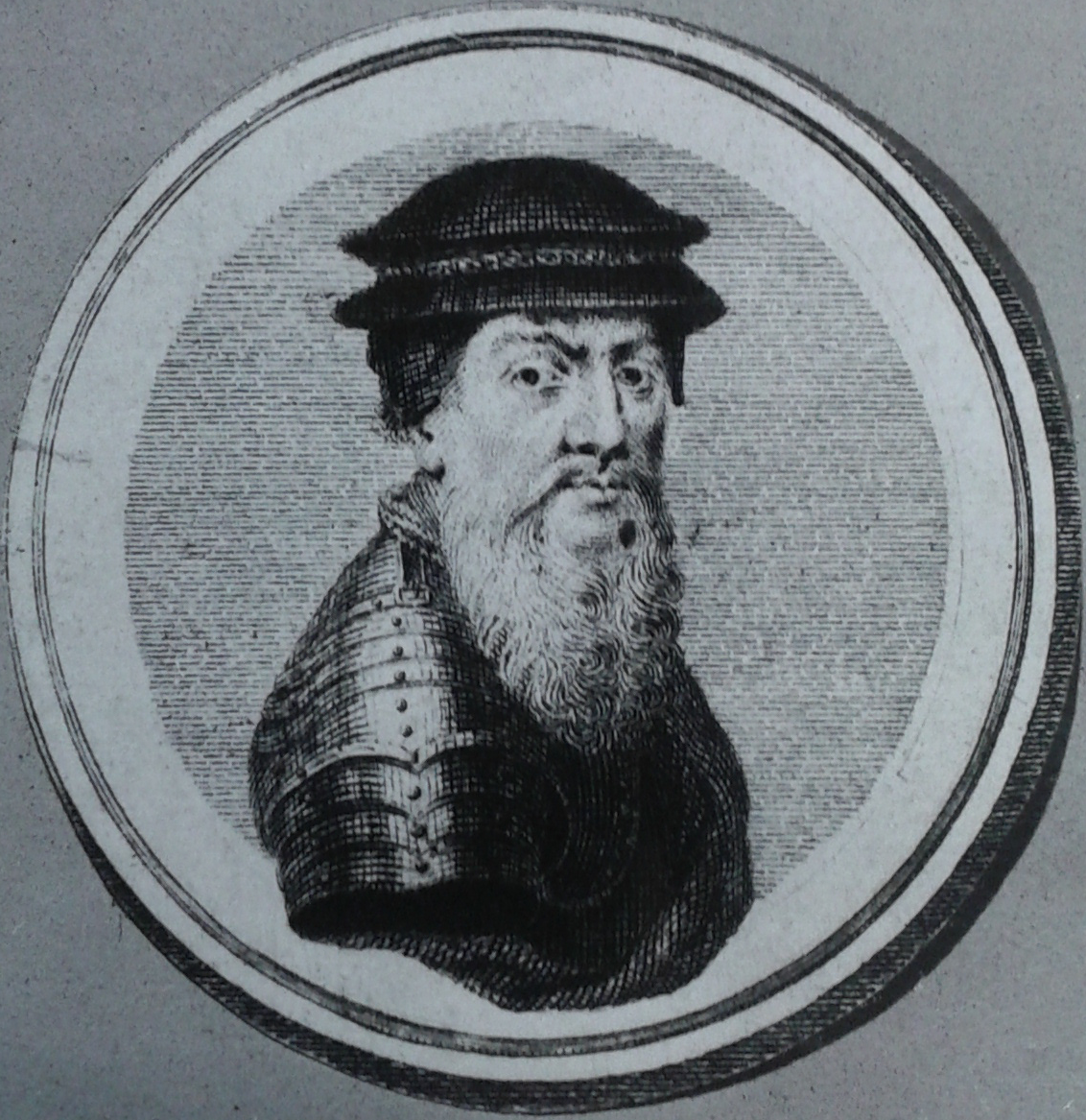
Portrait de Jan Tarnowski, gravure de Jan Libger d'après une miniature de Waleria Tarnowska.
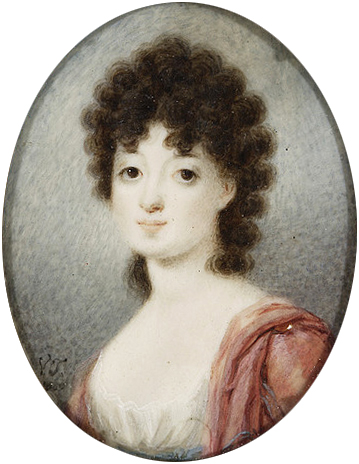
Zofia Zamoyska née Czartoryska (1803), musée national de Varsovie.
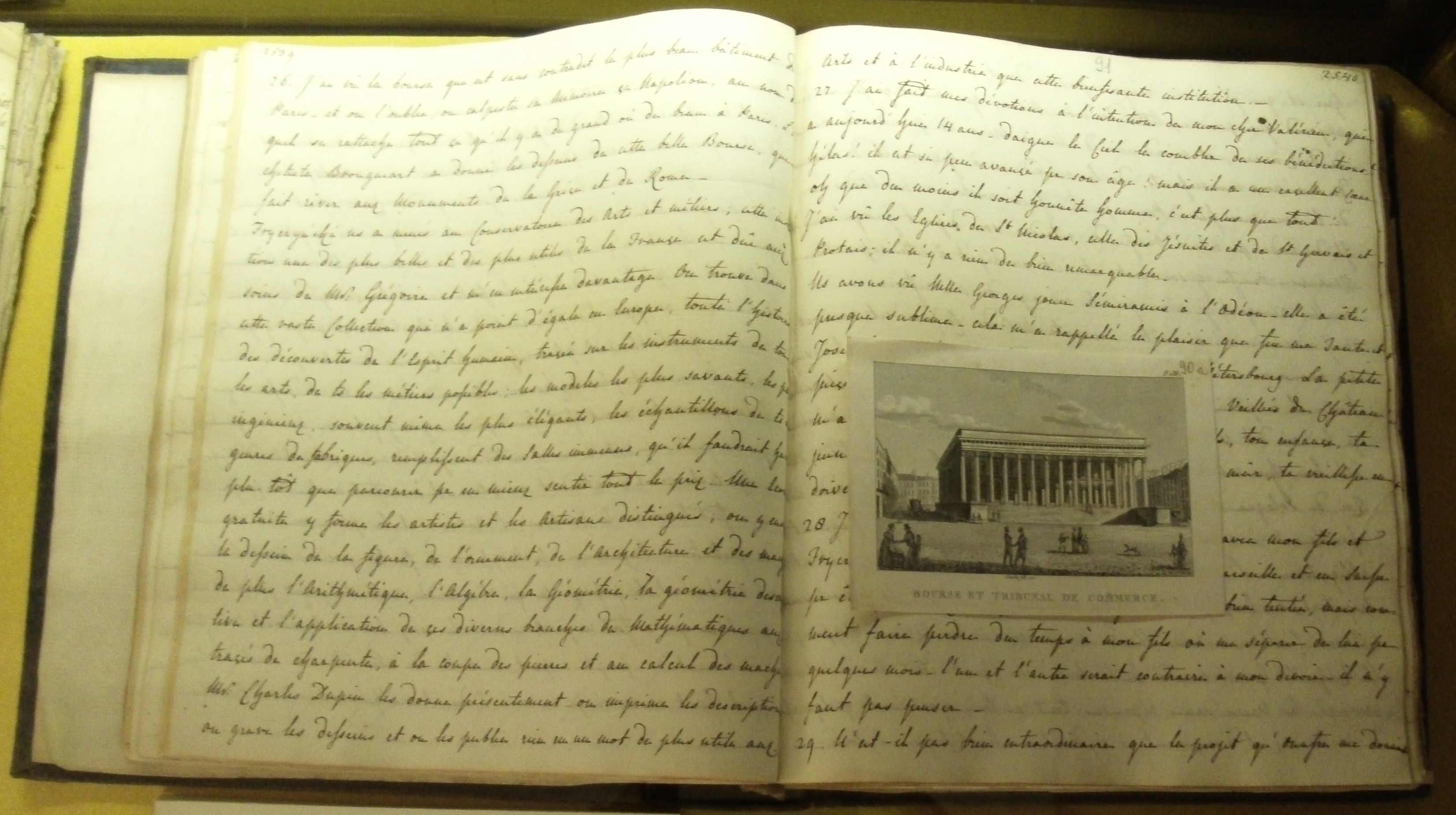
Waleria Tarnowska, Mon Journal 1804-1838, manuscrit, château de Dzików.